# Nivells d'energia degenerats

Estats degenerats en un sistema quàntic.

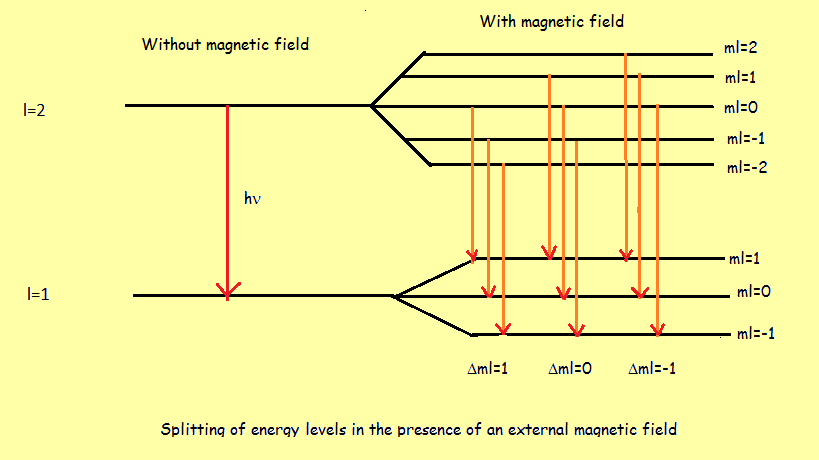
Aixecament de la degeneració per un camp magnètic extern.

En mecànica quàntica, un nivell d'energia és degenerat si correspon a dos o més estats mesurables diferents d'un sistema quàntic. Per contra, es diu que dos o més estats diferents d'un sistema de mecànica quàntica són degenerats si donen el mateix valor d'energia en mesurar-los. El nombre d'estats diferents corresponents a un nivell d'energia particular es coneix com el grau de degeneració del nivell. Es representa matemàticament per l'Hamiltonià per al sistema que té més d'un estat propi linealment independent amb el mateix valor propi d' energia. :p. 48 Quan aquest és el cas, l'energia per si sola no és suficient per caracteritzar en quin estat es troba el sistema, i es necessiten altres nombres quàntics per caracteritzar l'estat exacte quan es desitja la distinció. En mecànica clàssica, això es pot entendre en termes de diferents trajectòries possibles corresponents a la mateixa energia.
La degeneració té un paper fonamental en la mecànica estadística quàntica. Per a un sistema de partícules N en tres dimensions, un sol nivell d'energia pot correspondre a diverses funcions d'ona o estats d'energia diferents. Tots aquests estats degenerats al mateix nivell tenen la mateixa probabilitat d'omplir-se. El nombre d'aquests estats dona la degeneració d'un nivell d'energia particular.
Els estats possibles d'un sistema de mecànica quàntica es poden tractar matemàticament com a vectors abstractes en un espai de Hilbert separable i complex, mentre que els observables poden ser representats per operadors hermitians lineals que actuen sobre ells. En seleccionar una base adequada, es poden determinar els components d'aquests vectors i els elements de la matriu dels operadors en aquesta base. Si A és una matriu N × N, X un vector diferent de zero i λ és un escalar, de manera que {\displaystyle AX=\lambda X}, aleshores es diu que l'escalar λ és un valor propi de A i que el vector X és el vector propi corresponent a λ . Juntament amb el vector zero, el conjunt de tots els vectors propis corresponents a un valor propi λ donat formen un subespai de Cn, que s'anomena espai propi de λ. Es diu que un valor propi λ que correspon a dos o més vectors propis diferents linealment independents és degenerat, és a dir, {\displaystyle AX_{1}=\lambda X_{1}} i {\displaystyle AX_{2}=\lambda X_{2}}, on {\displaystyle X_{1}} i {\displaystyle X_{2}} són vectors propis linealment independents. La dimensió de l'espai propi corresponent a aquest valor propi es coneix com el seu grau de degeneració, que pot ser finit o infinit. Es diu que un valor propi no és degenerat si el seu espai propi és unidimensional.
Els valors propis de les matrius que representen observables físics en mecànica quàntica donen els valors mesurables d'aquests observables mentre que els estats propis corresponents a aquests valors propis donen els possibles estats en què es pot trobar el sistema, després de la mesura. Els valors mesurables de l'energia d'un sistema quàntic estan donats pels valors propis de l'operador hamiltonià, mentre que els seus estats propis donen els estats energètics possibles del sistema. Es diu que un valor d'energia és degenerat si hi ha associats almenys dos estats d'energia linealment independents. A més, qualsevol combinació lineal de dos o més estats propis degenerats també és un estat propi de l'operador hamiltonià corresponent al mateix valor propi d'energia. Això es deu clarament del fet que l'espai propi del valor propi d'energia λ és un subespai (és el nucli de l'hamiltonià menys λ vegades la identitat), per tant està tancat sota combinacions lineals.